# العلاقات البالاوية الكونغوية
العلاقات البالاوية الكونغولية هي العلاقات الثنائية التي تجمع بين بالاو وجمهورية الكونغو.

## مقارنة بين البلدين
هذه مقارنة عامة ومرجعية للدولتين:
| وجه المقارنة                                              | بالاو                         | [[تصنيف:صفحات تستخدم رمز علم غير موجود\|]] جمهورية الكونغو |
| --------------------------------------------------------- | ----------------------------- | ---------------------------------------------------------- |
| المساحة (كم2)                                             | 465                           | 342.00 ألف                                                 |
| عدد السكان (نسمة)                                         | 21.73 ألف                     | 5.26 مليون                                                 |
| الكثافة السكانية (ن./كم²)                                 | 4.67 ألف                      | 15.38                                                      |
| العاصمة                                                   | نغيرولمود، كورور              | برازافيل                                                   |
| اللغة الرسمية                                             | لغة إنجليزية، اللغة البالاوية | لغة فرنسية                                                 |
| العملة                                                    | دولار أمريكي                  | فرنك وسط أفريقي                                            |
| الناتج المحلي الإجمالي (بليون دولار)                      | 291.54 مليون                  | 8.72 مليار                                                 |
| الناتج المحلي الإجمالي (تعادل القوة الشرائية) بليون دولار | 326.12 مليون                  | 29.48 مليار                                                |
| الناتج المحلي الإجمالي الاسمي للفرد دولار أمريكي          | 13.50 ألف                     | 1.85 ألف                                                   |
| الناتج المحلي الإجمالي للفرد دولار أمريكي                 | 14.76 ألف                     |                                                            |
| مؤشر التنمية البشرية                                      | 0.780                         | 0.591                                                      |
| رمز المكالمات الدولي                                      | +680                          | +242                                                       |
| رمز الإنترنت                                              | .pw                           | .cg                                                        |
| المنطقة الزمنية                                           | ت ع م+09:00                   | ت ع م+01:00                                                |

## منظمات دولية مشتركة
يشترك البلدان في عضوية مجموعة من المنظمات الدولية، منها:
| علم المنظمة | اسم المنظمة                                 | تاريخ انضمام بالاو | تاريخ انضمام جمهورية الكونغو |
| ----------- | ------------------------------------------- | ------------------ | ---------------------------- |
|             | مجموعة دول أفريقيا والكاريبي والمحيط الهادئ | ?                  | ?                            |
|             | مؤسسة التنمية الدولية                       | 16 ديسمبر 1997     | 8 نوفمبر 1963                |
|             | الأمم المتحدة                               | 15 ديسمبر 1994     | 20 سبتمبر 1960               |
|             | البنك الدولي للإنشاء والتعمير               | 16 ديسمبر 1997     | 10 يوليو 1963                |
|             | منظمة حظر الأسلحة الكيميائية                | ?                  | ?                            |
|             | مؤسسة التمويل الدولية                       | 16 ديسمبر 1997     | 1 أكتوبر 1980                |
|             | وكالة ضمان الاستثمار متعدد الأطراف          | 16 ديسمبر 1997     | 16 أكتوبر 1991               |
|             | يونسكو                                      | 20 سبتمبر 1999     | 24 أكتوبر 1960               |